# Nikki Bohm
Nikki Beverly Bohm (* 1988 in Zagreb, SFR Jugoslawien) ist eine kroatisch-kanadische Schauspielerin und Filmschaffende.

## Leben
Bohm wurde 1988 in Zagreb geboren und wuchs dort und im kanadischen Vancouver auf. Sie spricht fließend Bosnisch, Kroatisch, Serbisch, Serbokroatisch, Englisch und Deutsch und besitzt gute Sprachkenntnisse in Portugiesisch, Spanisch und Latein. Erste Schritte als Schauspielerin und Tänzerin machte sie ab 1999 am Zagreb Youth & Experimental Theater in Kroatien. Von 2003 bis 2007 besuchte sie das Private Classical Gymnasium in Zagreb. 2005 erhielt sie für zwei Monate an der Royal Academy of Dramatic Art Schauspielunterricht von Hugh Fraser. Nach ihrem Schulabschluss in Zagreb machte sie von 2007 bis 2009 ihren Associate of Arts in Schauspiel an der American Academy of Dramatic Arts. Von 2015 bis 2017 erlangte sie ihren Bachelor of Arts in den Fächern Kreatives Schreiben und Bildung in den freien Künsten an der Antioch University.
Ab 2010 spielte Bohm in mehreren Kurzfilmen mit. 2015 gab sie ihr Filmschauspieldebüt in Nobody Can Cool. Im selben Jahr stellte sie im Film Road Wars – Willkommen in der Hölle die Rolle der Macon dar. 2018 stellte sie in zwei Episoden der Fernsehserie 27 Club die Rolle der Chris Larsen dar, die sie 2020 im gleichnamigen Film erneut darstellte. 2018 erschien der Kurzfilm Ira für denen sie neben Tätigkeiten als Schauspielerin auch als Produzentin, Regisseurin und Drehbuchautorin fungierte. Der Film wurde unter anderen am 6. Oktober 2018 auf dem spanischen Sitges Festival Internacional de Cinema Fantàstic de Catalunya gezeigt. Eine größere Filmrolle übernahm sie 2021 in Inès als Kate.

## Filmografie (Auswahl)

### Schauspiel
- 2010: I Am a Fat Cat (Kurzfilm)
- 2012: Affections (Kurzfilm)
- 2012: Breathe (Kurzfilm)
- 2012: Almost Paradox (Kurzfilm)
- 2013: Ticket to the Haunted Mansion (Kurzfilm)
- 2013: Maxi Wild: Sudden Death (Kurzfilm)
- 2014: Johnny Shadow (Kurzfilm)
- 2014: Nothing Happened (Kurzfilm)
- 2014: Shellshock (Kurzfilm)
- 2015: Off the Record (Kurzfilm)
- 2015: Nobody Can Cool
- 2015: Road Wars – Willkommen in der Hölle (Road Wars)
- 2015: The Truth About Casts and Frogs (Kurzfilm)
- 2015: The Treachery of Images (Kurzfilm)
- 2016: Escape the Living Dead (Kurzfilm)
- 2016: The Sex Trip
- 2017: The Painting
- 2017: Untitled Armadillo Project
- 2018: 27 Club (Fernsehserie, 2 Episoden)
- 2018: Ira (Kurzfilm)
- 2019: Bliss (Kurzfilm)
- 2019: Nidorina (Kurzfilm)
- 2020: 27 Club
- 2020: Algorithm (Kurzfilm)
- 2021: Traveling Light
- 2021: Inès

### Produktion
- 2013: The Tsarevich (Kurzfilm)
- 2017: The Painting
- 2017: Untitled Armadillo Project
- 2018: Ira (Kurzfilm)
- 2019: Nidorina (Kurzfilm)
- 2020: Hammurabi (Kurzfilm)

### Drehbuch
- 2014: Nothing Happened
- 2017: The Painting
- 2017: Untitled Armadillo Project
- 2018: Ira (Kurzfilm)

### Regie
- 2017: Untitled Armadillo Project
- 2018: Ira (Kurzfilm)

## Theater (Auswahl)
- 2006: The Phantom of the Opera, Regie: Inja Pavlovic, Tvornica, Zagreb
- 2006: Anthony and Cleopatra (Shakespeare), Regie: Hugh Fraser, RADA
- 2006–2007: Konrad the Kid from the Tin Can, Regie: Desanka Virant, ZKM Zagreb
- 2008: High Ground, Regie: Barbara Rubin
- 2008: Mrs. Warrens Profession, Regie: Jim Demonic
- 2008: Living Out, Regie: Susan Pilar
- 2008: Uncommon Women and Others, Regie: Barbara Rubin, Absurdes Theater
- 2009: Female Transport, Regie: Paul Blankenship
- 2009: A Far Country, Regie: Susan Pilar
- 2009: Happy Hour, Regie: Michael Horn
- 2009: Much Ado About Nothing, Regie: Jonathan Emerson, Queens Shakespeare Company
- 2010: The Merchant of Venice, Regie: Nannette Asher, Queens Shakespeare Company
- 2010: Love letters to Mary Jane, Regie: Ryan Mackenzie, Varieté
- 2011: Boy At the Bottom of the Lake, Regie: Rachel Goldenberg
- 2012: The Trojan Women, Regie: Steven Sabel, rchway Theater
- 2012: Berlin Cowboys, Regie: Iris Merlis und Will Manus
- 2012: Patty The Revival, Regie: Patrick Kennelly, Highways Performance Space
- 2014: Blood on the Cat’s Neck, Regie: Kaca Celan, Theater TAS
- 2014: Needles Markup, Regie: Linda Nile, Fringe Theater Company
- 2014: Lies Within, Regie: Jon Braver, DELUSION
- 2016: Broken Record, Regie: Joseph Tepperman
- 2019: Congrats & Condolences, Regie: Barnett Cohen, Neutra VDL